# За фабричной заставой
«За фабричной заставой» — популярная советская песня Марка Фрадкина на стихи Евгения Долматовского. Написана для кинофильма «Они были первыми», где впервые исполнена Владимиром Трошиным.

## История создания
Поэт Евгений Долматовский написал стихи в 1953 году. Позже Марк Фрадкин сочинил мелодию для произведения, которое была исполнено в 1956 году в кинокартине «Они были первыми» Владимиром Трошиным. Песня стала популярной, её часто просили исполнить по радио слушатели в своих письмах-заявках.
Песня напоминала советским людям о чувстве ответственности перед славными предшественниками, которые не пожалели своей жизни в борьбе за светлое будущее в народном государстве.
Текст песни пронизан покоряющей задушевностью и глубоко затаённой болью, мелодия песни собрала в себе Музыкальные интонации первых послереволюционных лет. В сравнении с песнями «Наш паровоз вперед летит» и «Красное знамя» видна близость некоторых общих приемов их развития (сочетание движения по звукам секстаккорда (сексты) вверх с постепенным ниспадением мелодии). Как и в других вокальных сочинениях Фрадкина мелодия песни «За фабричной заставой» растёт из движения нескольких волн, каждая из которых ещё более высока. Взлёт в каждом куплете совпадает с самыми важными словами текста — «Умираю, но скоро наше солнце взойдет», «Парню очень хотелось счастья здесь увидать». А каждое снижение делает музыку щемяще пронзительной, которая и объясняет её долгую притягательность. Эти черты песни вместе определяют её как одну из классических в антологии советской песни.
Песню исполняли Иван Шмелёв, Иосиф Кобзон, Лев Лещенко, Георгий Отс, Эдуард Хиль, Валентин Дьяконов, ВИА «Пламя».